# PGC 16643
PGC 16643, auch ESO 481-21, ist eine irreguläre Galaxie vom Hubble-Typ S? im Sternbild Hase am Südsternhimmel. Sie ist schätzungsweise 31 Millionen Lichtjahre von der Milchstraße entfernt.
Das Hubble-Weltraumteleskop der NASA/ESA beobachtete dieses Objekt im Rahmen einer Durchmusterung – der Legacy ExtraGalactic UV Survey (LEGUS) – von 50 nahen sternbildenden Galaxien. Die LEGUS-Stichprobe wurde so ausgewählt, dass sie ein breites Spektrum an galaktischen Morphologien, Sternentstehungsraten, Galaxienmassen und mehr abdeckt. Astronomen nutzen solche Daten, um zu verstehen, wie Sterne in Galaxienhaufen entstehen und sich entwickeln und wie diese Prozesse sowohl ihre Heimatgalaxie als auch das Universum im weiteren Sinne beeinflussen. ESO 486-21 ist ein idealer Kandidat für eine solche Durchmusterung, denn es ist bekannt, dass er gerade dabei ist, neue Sterne zu bilden, die entstehen, wenn große Gas- und Staubwolken (hier in rosa) innerhalb der Galaxie in sich zusammensacken.